# Tenth Avenue Bridge
Die Tenth Avenue Bridge quert den Mississippi River in der Nähe des Zentrums von Minneapolis, Minnesota, ganz in der Nähe des Campus der University of Minnesota.  Die Brücke wurde vor dem Bau der inzwischen eingestürzten Interstate-35W-Mississippi-River-Brücke Cedar Avenue Bridge genannt, weil sie ursprünglich mit dieser Straße verbunden war. Heute verbindet sie die Tenth Avenue Southeast auf der Ostseite des Flusses mit der 19th Avenue South im Westen. Die Brücke gilt als das Lebenswerk des Minneapoliser Stadtingenieurs Kristoffer Olsen Oustad, der einer von vier prominenten norwegischstämmigen Architekten war, die wesentlich in der Region wirkten. Das Bauwerk wurde 1989 dem National Register of Historic Places hinzugefügt und bildet die flussabwärts gelegene Grenze des Saint Anthony Falls Historic District.
Der Bau der Brücke begann 1926 und wurde 1929 vollendet. Die Gesamtlänge beträgt 662,9 m, wobei die beiden mittleren Stützweiten 80,9 m betragen. Sie ist eine Bogenbrücke und ist aus Stahlbeton konstruiert. Höher und länger als jede andere Brücke zuvor in der Region war sie ursprünglich insgesamt 890,3 m lang, 213 m länger als die nahegelegene Third Avenue Bridge. Sie erreicht eine Höhe von 33,5 m über der Wasseroberfläche. Die Baukosten betrugen 891.000 US-Dollar. Eine größere Rekonstruktion wurden zwischen 1972 und 1976 durchgeführt und die Annäherungsfelder der Brücke wurden dabei geändert. Diese waren nicht für architektonisch bedeutend gehalten worden, selbst dann nicht, als die Brücke neu war. Die südliche Annäherung wurde so modifiziert, dass die Brücke nun gerade auf die Washington Avenue und nicht mehr auf die Cedar Avenue führte.
Die Brücke wurde ursprünglich gebaut, um den Verkehrsfluss über die Brücken im Zentrum von Minneapolis eine Meile weiter stromaufwärts zu verlagern. Die Straßen in der Nachbarschaft wurden aber durch den Bau der Interstate 35W unterbrochen. Das südliche Ende der unteren Kanalschleuse an den Saint-Anthony-Fällen reicht unter die Brücke. Southeast Steam Plant, ein Historic Place liegt in der Nähe.
Die ursprüngliche Cedar Avenue Bridge wurde 1872 gebaut, stand aber nicht an derselben Stelle, sondern lag etwas stromaufwärts, näher bei der Hennepin Avenue Bridge. Die damalige Konstruktion war eine Stahlfachwerkbrücke mit einem 5,2 m breiten Straßenkörper und Gehsteigen. Nach dem Neubau blieb die alte Brücke bis 1934 in Betrieb, als sie für den Verkehr geschlossen und die Gehsteige entfernt wurden. 1942 wurde das alte Bauwerk abgerissen und verschrottet. Die vierhundert Tonnen Metall wurden zu Rüstungszwecken im Zweiten Weltkrieg verwendet.

## Literatur

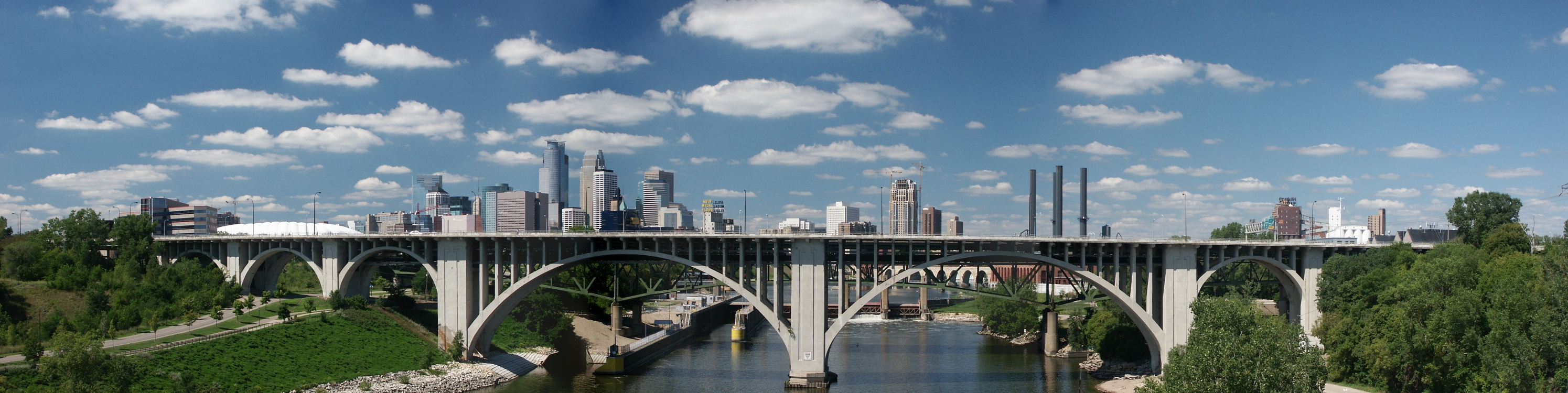
Panorama der 10th Avenue Bridge, Blick nach Nordwesten